# Dret d'entrades i eixides
El dret d'entrades i eixides era un impost que calia pagar per importar mercaderies o exportar-les, tant per mar com per terra.
Fou creat a les Corts generals de Montsó dels anys 1362-1363 i cobrat per la Diputació del General, juntament amb el dret de la bolla.
Com a terme mitjà, aquest impost suposava pagar un deu per cent del valor de la mercaderia, bé que podia variar segons els productes i segons si eren exportats o importats.
S'havia de cobrar en uns vuitanta indrets situats al llarg de la frontera de la Corona d'Aragó.